# Lin Yutang
Lin Yutang 林語堂 (Banzi, Fujian, China, 10 de Outubro de 1895 – Yangmingshan, Taipé, Taiwan, 26 de Março de 1976) foi um escritor chinês cujo trabalho original e traduções de textos clássicos chineses se tornaram muito populares no Ocidente.

## Biografia
Lin nasceu no sudeste da China, uma região montanhosa que causou uma impressão profunda na sua consciência, de tal modo que se considerou sempre um filho das montanhas. Assim como seu pai, um ministro presbiteriano, Yutang era cristão.
Ele completou seus estudos secundários em Changzhou. A vocação inicial de Yutang foi o sacerdócio, e para esse fim ele começou a estudar na St. John's University em Xangai, fundada em 1879 por missionários americanos e considerada uma das melhores da China; mas ele perdeu o interesse em teologia, tornou-se "felizmente pagão" e acabou se formando em inglês em 1916.
Lin foi professor de inglês na Universidade Tsinghua, em Pequim, onde permaneceu até 1919. Ganhou uma bolsa de doutorado na Universidade Harvard, indo para lá com sua esposa Tsuifeng Lin, uma escritora de livros de culinária, mas logo deixou Harvard para Paris e, mais tarde, para Alemanha, onde completou os requisitos para um doutorado (em chinês) na Universidade de Leipzig. De 1923 a 1926 lecionou Literatura inglesa na Universidade de Pequim.
Na década de 1930, ele fundou várias revistas chinesas especializadas em sátira social e jornalismo de estilo ocidental. Em 1935, Lin publicou o primeiro de seus muitos livros em inglês,"My Country and My People". Foi amplamente traduzido e, durante anos, considerado um texto de referência sobre a China. No ano seguinte, mudou-se para Nova York para atender à demanda popular por seus relatos e romances históricos. Em 1939, publicou seu renomado romance inglês "Moment in Peking". "The Wisdom of China and India" foi publicado em 1942.
Embora tenha retornado à China brevemente em 1943 e novamente em 1954, Lin se envolveu em disputas decorrentes de sua posição a favor da literatura como autoexpressão, em vez de propaganda e educação social. Além de escrever livros sobre história e filosofia chinesas, ele fez traduções para o inglês aclamadas de obras-primas da literatura chinesa, como "Famous Chinese Short Stories Retold" (1952).
Dr. Lin foi muito ativo na popularização dos clássicos da literatura chinesa, também na maneira na qual os chineses veem a vida. Ele se empenhou na formulação de um novo método de transliteração da língua chinesa e criou um sistema para os caracteres chineses. Após 1928, ele viveu nos Estados Unidos, onde eram realizadas suas transliterações de textos chineses, tornando-os populares durante muitos anos. Seus diversos trabalhos representaram uma tentativa de eliminar a lacuna que existe entre o Ocidente e o Oriente. Foi indicado ao Prêmio Nobel de Literatura diversas vezes.
Dr. Lin foi sepultado em sua casa em Yangmingshan, Taipei, Taiwan, a qual posteriormente tornou-se um museu.

## Obras
Seus primeiros dois livros, My Country and My People (Minha terra e meu povo) (吾國吾民) (1935) e The Importance of Living (A importância de viver) (生活的藝術) (1937), escritos em inglês, garantiram-lhe o reconhecimento internacional. Outros livros: Between Tears and Laughter (Entre lágrimas e risos) (啼笑皆非)(1943), Moment in Pekim (Momento em Pequim) (京華煙雲) (1939), The Vermilion Gate (O portão vermelho) (朱門) (1953) e Chinese-English Dictionary of Modern Usage (Dicionário de chinês moderno)（當代漢英辭典) (1973).

## Invenções

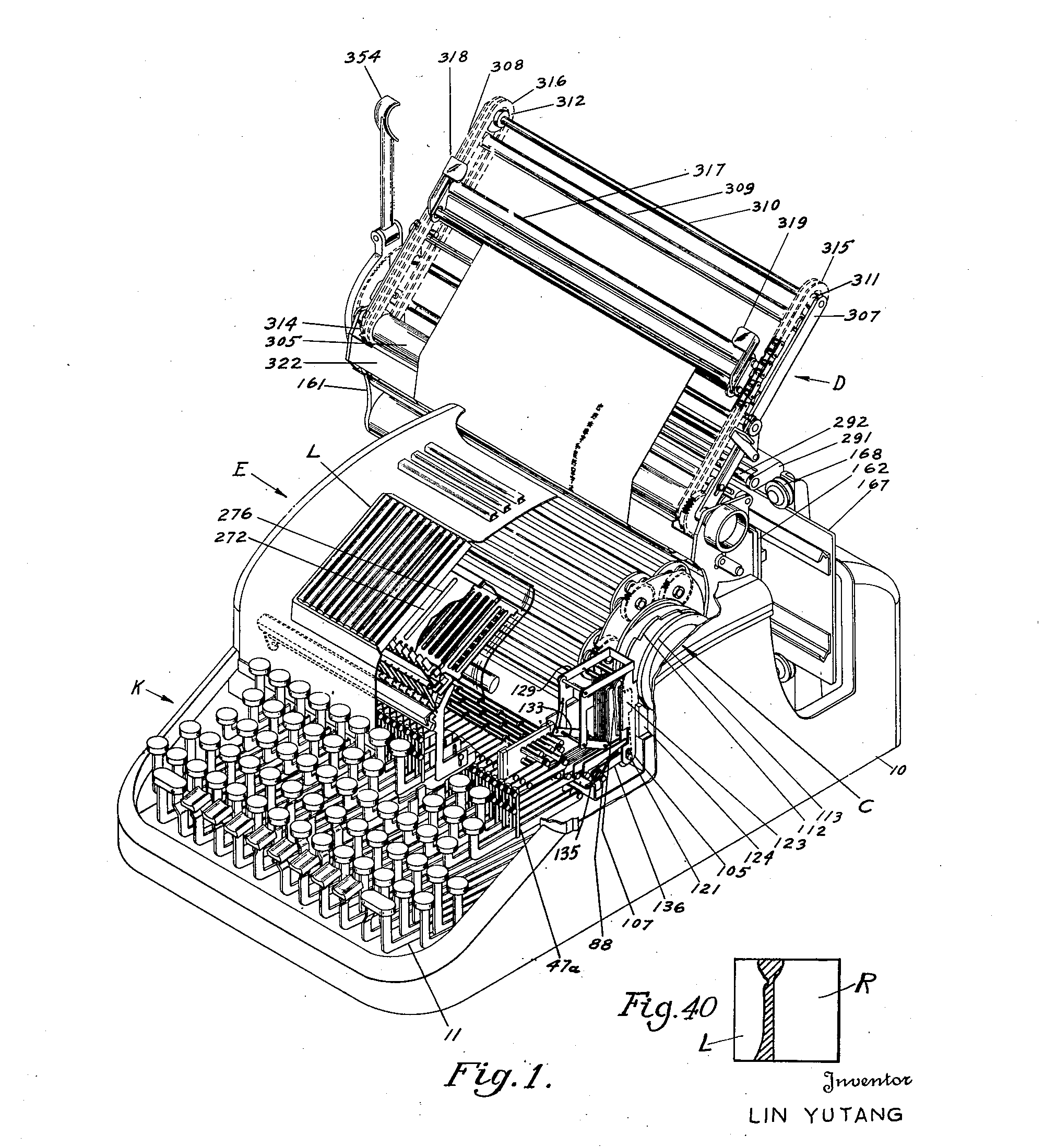
Desenho da patente da máquina

Em 1946, Lin Yutang inventou a máquina de escrever Ming Kwai (明快牌打字机), uma máquina de escrever para facilitar a escrita de sinograma para o idioma chinês. A Ming Kwai operava com um mecanismo inovador composto por 36 cilindros pequenos, dispostos ao redor de um cilindro central maior. Cada cilindro possuía múltiplas faces contendo caracteres chineses, totalizando mais de 8 000 sinogramas disponíveis. O teclado era dividido em três grupos: o primeiro selecionava a parte superior do caractere (geralmente o radical), o segundo selecionava a parte inferior, e o terceiro, com teclas numeradas de 1 a 8, permitia a escolha final entre os caracteres exibidos por uma espécie de olho mágico.